# 三条有子
三条 有子（さんじょう ゆうし/ありこ、藤原 有子（ふじわら の-）、1207年〈建永2年〉- 1286年3月2日〈弘安9年2月6日〉）は、鎌倉時代の後堀河天皇の皇后。三条后。女院号は安喜門院（あんきもんいん）。

## 系譜
太政大臣三条公房の女。生母は太宰大弐藤原範能の女、藤原修子。異母兄に右大臣三条実親がいる。

## 来歴
貞応元年12月（西暦1223年1月）、16歳で5歳年下の後堀河天皇の女御として入内。翌年2月25日には中宮に冊立されるが、嘉禄2年（1226年）7月29日に女御近衛長子が中宮に立后されるのを受け、同日皇后となる。天皇との間に子はなかった。安貞元年（1227年）2月に院号宣下を被り安喜門院と号した。
寛元4年（1246年）9月剃髪。弘安9年（1286年）2月6日、80歳で崩御した。
有子が入内した背景にはとして後白河法皇の皇女である宣陽門院（覲子内親王）の意向が働いたとされる。父・公房が宣陽門院の執事であり、母方の祖母は宣陽門院の異父姉（平業房女・藤原範能室）と推測されるためである。しかし、入内後は子供に恵まれず、しかも公房と宣陽門院との関係も悪化した。このため、宣陽門院は自らの政治的立場の強化の意味も含めて新たな連携相手である摂関家の近衛家から長子を養女に迎えて入内させ、姪孫である有子を事実上切り捨てる形になったと考えられている。
『徒然草』の百七段には「浄土寺前関白殿は、幼くて、安喜門院のよく教へ参らせさせ給ひける故に、御詞などのよきぞ」という一節があるが、この浄土寺前関白とは安喜門院の大甥にあたる九条師教のことである。時に辛い人物評をすることもあった作者の兼好法師も、安喜門院の教養の高さはこれを手放しで称賛していたことがそこには窺える。